# Глухов (село)
Глу́хов (укр. Глухів) — село в Белзской городской общине Шептицкого района Львовской области Украины.
Население по переписи 2001 года составляло 475 человек. Занимает площадь 0,98 км². Почтовый индекс — 80054. Телефонный код — 3257.